# ストックカー

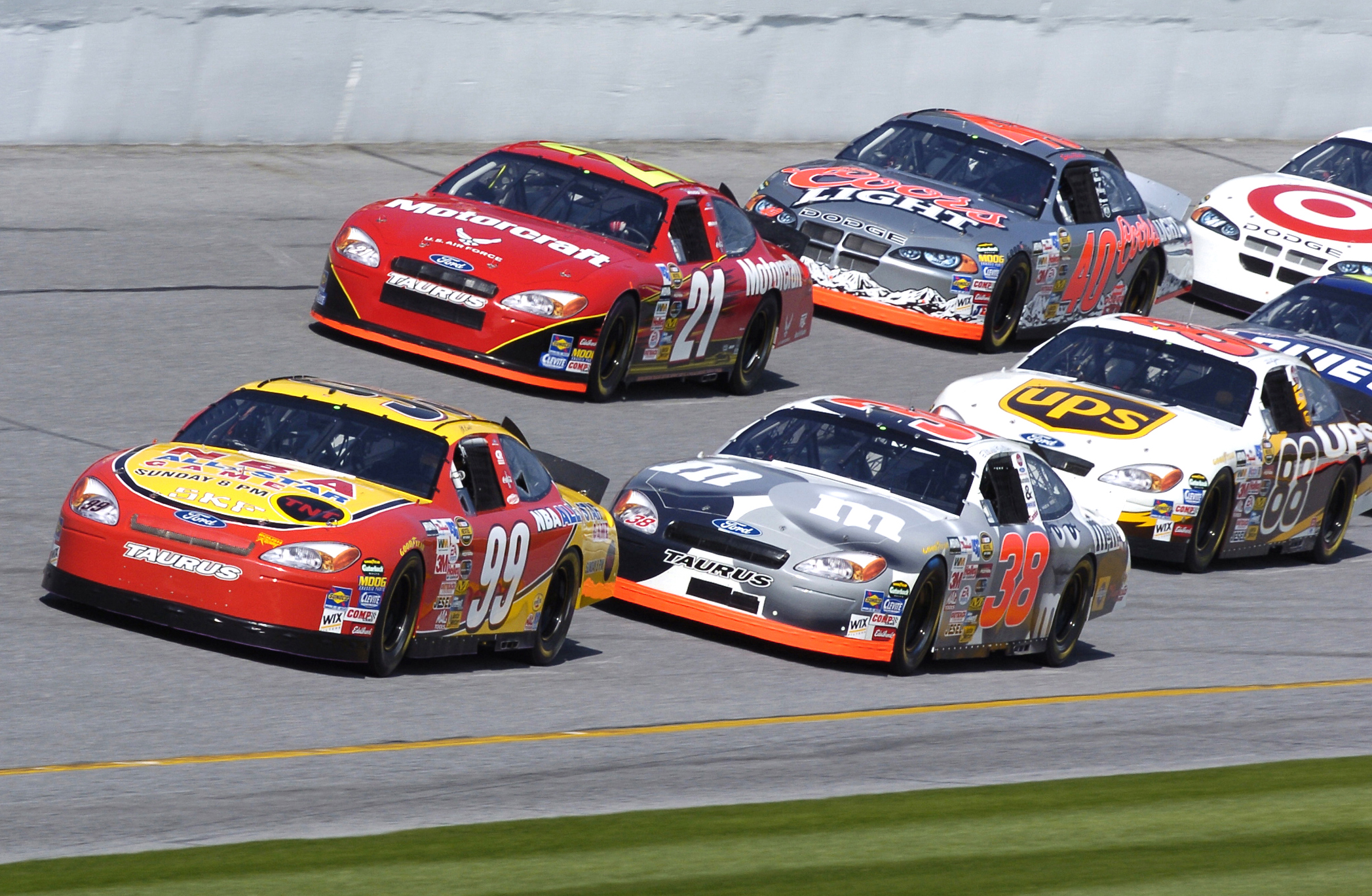
2004年デイトナ500（NASCAR・ネクステルカップ）

ストックカー（Stock car racing）は、市販車の形状を模したレーシングカー（シルエットタイプカー）の一種。アメリカ合衆国を中心に世界中で各種の選手権が開催されている。
以下は、特に注釈がない限り、アメリカ合衆国におけるそれについての記述である。

## 概要

### 名称

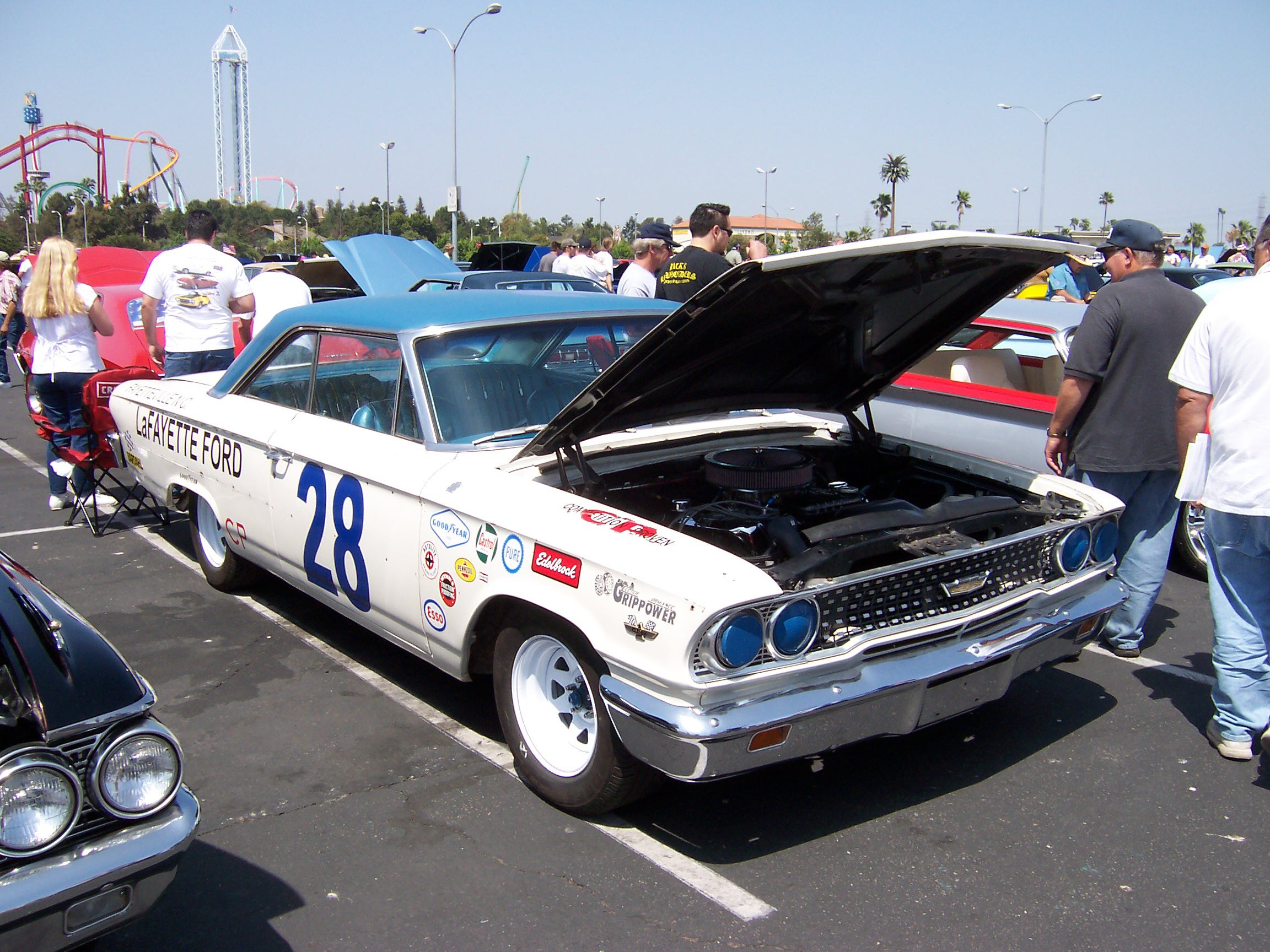
1960年代のストックカー。市販車をベースにしていることがわかる

ストックカー（stock car）という語は本来、工場出荷時の状態のままの市販車に付けられるべきものである。しかしながら今日においては、逆に一切の市販車の由来部品を持たず外観だけ市販車を模した、レース専用のレーシングカーを指す。
1948年にウィリアム・フランス・シニア（Bill France Sr.）によってストックカーの一選手権としてNASCARが初開催されるにあたり、出場車両に対して「一般市場で500台以上売られた市販車種をベースにしたもので、改造は一般的な自動車部品販売店で入手可能な部品を使用したものに限る」、という条件がつけられており、FIA（国際自動車連盟）の規定でいえば旧グループ1・グループ3や、グループAに近い性格の車両であった。多くの場合、参加するドライバー自身が同時に車両のオーナーであり、改造や整備を手がける本人でもあった。
しかし競技車両が市販車では考えられないような速度域に達するに及び、市販車以上の安全性を持つことが求められた結果、市販車ベースの車両による参戦という形態は根本的な変更を余儀なくされることとなった。1970年代になるとストックカーレースで使われる車両はレース専用に安全に配慮して設計された骨格の上から、市販車に似せたボディを被せるという形態へと変化していった。
こうして“ストックカー”が当初の意味から逸脱していったため、本来の市販車をベースに改造したストックカーレースやカテゴリは、今日ではしばしば「ショールームストックレーシング」と呼ばれ、区別されている。今日的な意味での競技専用シャシーを用いるストックカーレースが成立した1970年代に、SCCA（Sports Car Club of America）の主催により、車体の改造費用として3,000ドルという上限を設けた上で初のショールームストックレーシングが開催されている。このショールームストックレーシングは安全性に関する変更を加えた上で現在まで続いている。

### 車体

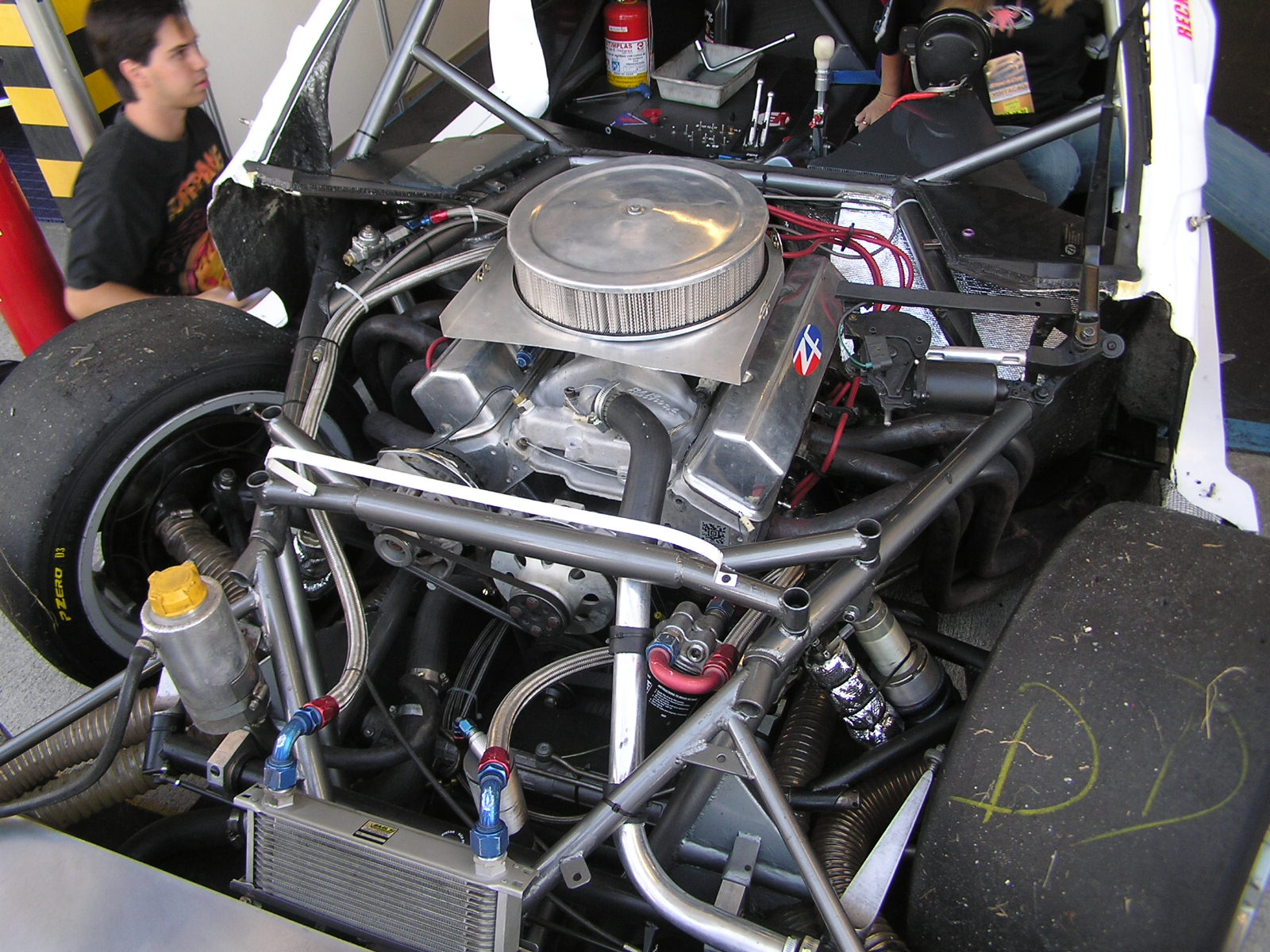
今日のストックカー。車体はパイプフレームで組まれ市販車とは全く異なる構造を持つ

ストックカーの外見は一見すると普通の量産市販車に似ているが、実際には車体、シャシやエンジンをはじめ、全てがレース専用設計のシルエットタイプカーである。一般的にはセダンやクーペのデザインが用いられるが、NASCARのキャンピング・ワールド・トラック・シリーズのようにピックアップトラックが採用されることもある。
骨格には専用設計された鋼管パイプフレームを採用する。近年流行のカーボンFRPのモノコック構造に比べると軽量化・剛性という速度追求の部分では劣るものの、多重クラッシュにも耐えうる安全性の高さと製造しやすさ、コストの安さなどに優れており、より広い地域でより多くのチームが使用する上ではうってつけの骨格と言える。参考までにNASCARでは2001年以降、3大シリーズ戦で死者は一人も出ていない。
駆動系は基本的にFR（フロントエンジン・リアドライブ）で、V6、V8の大排気量自然吸気エンジンを採用することが多い。
参戦しやすさを重視するため、コスト競争の要因となる高度な電子制御の導入は禁止されている。一例としてエンジン内の燃料供給方法は、現在大部分の市販車が電子制御式燃料噴射装置を用いているのに対して、アメリカ合衆国における最高峰であるNASCARにおいてすら2011年まで伝統的なキャブレターを用いていた（2012年より電子制御式燃料噴射装置が導入された）。
厳格な規制で同一条件に近づけられているだけで、シャシは骨格以外の部分については必ずしもワンメイクではない。特にNASCAR3大シリーズのような注目度の高いレースでは市販車に近く、かつ魅力的なデザインである必要があるため、各社にボディラインの違いが見られる。空力・足回りなどについても同様に開発が可能である。
一般的なレーシングカーに比べると、凝ったデザインや着想で空力性能を追求することは難しい。ボディ下面で空力効果を得ることはおろかリアウィングすらも装着しない（数インチの小さなリアスポイラーのみ）ため、ダウンフォースは極めて小さい。つまりアップリフト（揚力）が発生しやすく、高速域では不安定な状態を強いられる。車両が浮き上がった際そのままひっくり返らないよう、ルーフ（屋根）には空気を逃がすためのフラップが設けられる。ダウンフォースを得るには最低地上高を下げ切った上でレーキ角をつける、フロントグリル部分の空力処理を工夫する（レース中にテープを貼ったり剥がしたりして調整することもある）などが考えられる。そのためコーナーリングスピードは現代のレーシングカーとしては今ひとつだが、米国伝統の大排気量エンジンと、そのボディ特性ゆえぶつかり合いに強いことから、観客には十分な迫力あるレースを提供できる。
エンジンは幾つかの自動車メーカーによって供給されている場合が多いが、参加ドライバーの条件をなるべく等しくするため、これらもまたレギュレーションにより寸法などの面で制約を受けている。ハイスピードオーバルでは、安全のために吸気リストリクターを装着して出力を制限する場合もある。
車体について、参加チームはサスペンションなどのセッティングの変更は許されるが、任意の部品の換装などは基本的に許されない。

### サーキット
北米ではバンクと呼ばれる傾斜のついた全長0.5マイルから2.66マイル、すなわち800メートルから4,200メートル程度の「オーバルトラック」を主に用いるが、ストックカー・ブラジルのようにヨーロッパの影響が大きい地域では複数の直線とカーブから構成されたサーキット（ロードコース）がメインである。
オーバルコースについて、全長が1マイル、すなわち1,600メートルに満たないものについては、ショートオーバルと呼び、加えて未舗装のショートトラックについてはダートトラックと呼称する。全長2.5マイル以上でアクセル全開で走行できるオーバルコースはスーパースピードウェイと呼ぶ。

### レース
レース周回数の特徴として、各レースの決勝で基本的に同一の距離を走るF1などと異なり、レース毎に走行距離が異なっているという特徴があり、レースはおおむね200マイルから600マイル（320キロメートルから1,000キロメートル）で争われている。
レース中の平均時速はおよそ120 mph（192 km/h）に達する。これは、220 mph（354 km/h）ほどに達するインディカーなどのオープンホイールレーシングカーに比べれば、やや控えめな速度と言える。しかしストックカーはインディカーと比べ互いに接近しやすい上、トラクションや空力性能で劣る非常に不安定な車体であるため、接触により多重クラッシュが発生することもあり、ドライバーには難しいレースとなる。
最高峰レースであるNASCARは、デイトナなど幾つかのコースにおいて、平均200 mph（320 km/h）に達している。

### 他カテゴリとの違い
ヨーロッパを中心に開催されているツーリングカーまたはグランドツーリングカー (GT) のレースは、市販車の外見を持っているという点では共通しているが、ストックカーがシルエットタイプカーを用いるのに対して、ツーリングカーおよびGTは市販車を改造した車両が用いられているという点を基本的な違いとしている。ただしドイツツーリングカー選手権（DTM）やスーパーGTのGT500クラスのように、実態は共通の鋼管パイプフレームのシルエットタイプカーを用いているにもかかわらず、歴史的系譜の観点からツーリングカーレースとしてカテゴライズされる選手権も存在する。
車両以外では、大部分のストックカー選手権がもっぱらオーバルコースで開催されるのに対し、ツーリングカーは主にロードコースで開催され、オーバルコースでの開催は極めて稀、という違いがある。
また市販車に由来しないという点ではスポーツカーも同じであるが、こちらは市販車と外観が全く似ていない、電子制御やハイブリッド技術のようなハイテクをふんだんに盛り込むなどの点でストックカーとは一線を画する。

## 人気
最もよく知られたストックカー選手権は、アメリカ合衆国のNASCARの最高峰であるカップシリーズである。長らく『ウィンストンカップ』の名の下で開催されてきたが、冠スポンサーの変更により何度か名前が変わり、現在は単に『カップシリーズ』と名乗っている。
NASCARはアメリカで最も人気のあるモータースポーツカテゴリである。1997年にはのべ600万人もの観客を動員しており、各レース平均では19万人以上の観客動員を記録したことになる。中でも最も有名なイベントはフロリダ州のデイトナビーチで毎年開催されているデイトナ500である。
NASCARは、トップカテゴリーであるカップシリーズのほか、直下カテゴリとなるエクスフィニティ・シリーズ、ピックアップトラックを用いたキャンピングワールドトラックシリーズ、さらに地域ごとに展開される多数の下位カテゴリーを有している。先に挙げた1997年には、カップシリーズのウィンストンカップに直下カテゴリのブッシュシリーズの観客を加えると、観客動員総数は800万人となり、これは同国のオープンホイール選手権であるインディカー・シリーズとチャンプカーが同年に記録した観客動員数の合計400万人のちょうど倍ということとなる。2002年には、アメリカ合衆国において同年最も観客動員数の多かったイベントの上位20イベント中17イベントをNASCARの各レースが占めた。テレビにおいても、視聴者数で上回ったのはこの年はFIFAワールドカップだけであった。
ただし、これらはアメリカ合衆国、NASCARについての事例であり、アメリカ国内及び国外の他のストックカー選手権は、必ずしも成功しているとは限らない（後述）。
日本でも1996年、1997年に鈴鹿サーキット東コースで、NASCARのスタードライバーたちが集結し『NASCARサンダースペシャル』が開催された。ロードコース開催も初めてであり、雨でレインタイヤを履いて水しぶきを上げて走ったのはNASCARの歴史においても特筆すべき出来事であった。これには「ドリキン」の相性で知られる土屋圭市も参戦している。また1998年、1999年にはツインリンクもてぎでオーバルコースを使用して『NASCARコカコーラ500』として開催された。しかし大きなムーブメントを起こすには至らず、ストックカーレース勃興の試みもあったものの不発に終わっている。
ハリウッド映画では、米国俳優トム・クルーズ主演で『デイズ・オブ・サンダー』が作られ、レーシングドライバーとして成功する過程が華々しく描かれているが、彼を一躍有名にした『トップガン』をなぞったようなストーリーであった。またディズニー映画ではNASCARマシンが主人公の映画『カーズ』が1〜3作まで作られるほどの人気を博した。

## 各国のストックカー選手権

### アメリカ国内
NASCAR以外にも、アメリカ合衆国以外の国、あるいは地方も含め、多くのストックカー選手権が存在する。
アメリカ国内だけでも、ARCA（American Race Car Association）、ASA（American Speed Association）、USAR（United States Auto Racing）といった団体が各種のレースに選手権開催の認可を与えており、これらの選手権で修行を積んだドライバーが、ネイションワイドシリーズやクラフトマントラックシリーズなどにステップアップしていくことがセオリーとなっている。

### アメリカ以外
ストックカーレースは世界的にも展開されており、主に南北アメリカ大陸で成功が見られる。
カナダにおいてはCASCARが国内選手権をひとつ、地方選手権をふたつ主催しているが、これは比較的短いオーバルコースを用いたものである。2007年にCASCARはNASCARに買収され、『NASCARピンティシリーズ』として開催されている。
ヨーロッパでは、ストックカーを導入する試みが積極的にはかられ、イギリスに拠点を置くASCARがドイツでの開催を行い、まずまずの成果を挙げている。また2009年からはNASCARユーロシリーズも開催される様になり、現在まで10年以上続くシリーズとなっている。

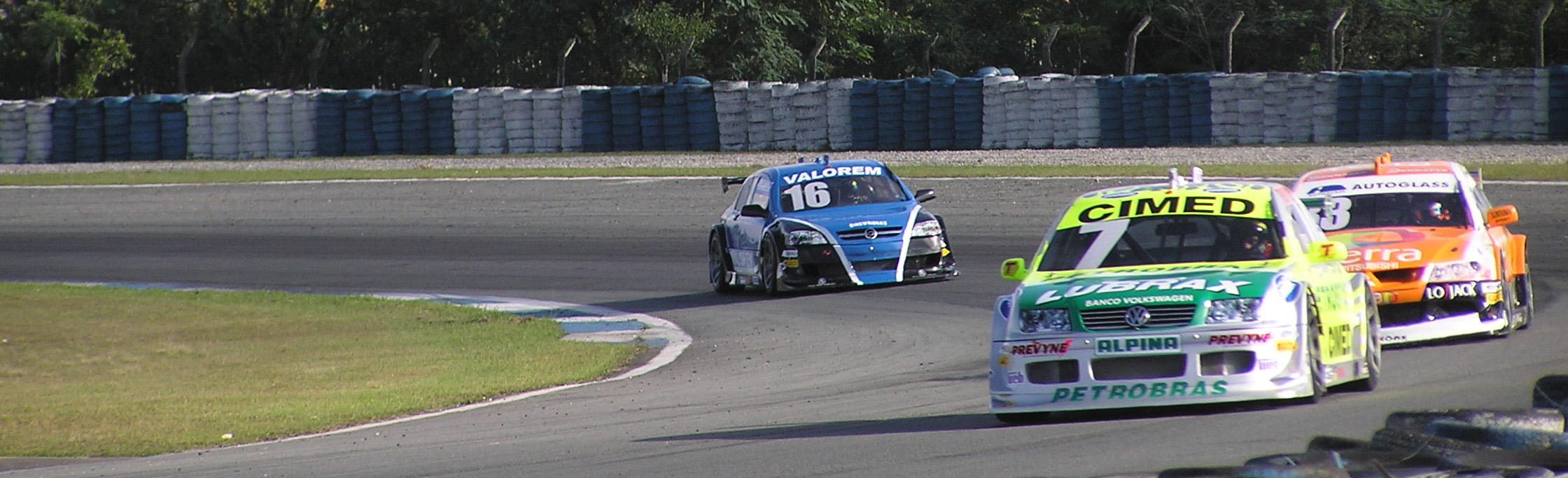
ブラジル・ストックカー選手権

ブラジルでは1979年に初のストックカー選手権が開催されて以来、今日ではアメリカ合衆国に次ぐ成功を収めており、40台前後の参加台数を抱えるストックカー選手権を有する。この選手権はF1やインディカーのキャリアを持つドライバーが多数出走している。ただしこの選手権はロードコースのみで開催されており、NASCARとは趣を異にする。
アルゼンチンではスーパーTC2000、トップレースV6、ツーリスモ・カルテラ（ロードツーリズム）といった同国のビッグカテゴリは軒並みストックカー、ないしストックカーと同等のマシンを用いている。
この他オーストラリア、南アフリカでもストックカー開催の試みが行われたが、これらは失敗に終わっている。2008年にはGP2等の併催イベントとして、元F1ドライバーを多数参戦させたスピードカー・シリーズが発足したが、2009年限りでシリーズが終了している。なおオーストラリアのスーパーカーチャンピオンシップ（旧V8スーパーカー）はボディは市販車のものを使用しているのでストックカーではない。

#### 日本
日本では、1963年（昭和38年）に日本国内におけるNASCAR格式のストックカーレースを開催することを目的とした「日本ナスカー株式会社」が時の建設大臣河野一郎により設立され、その後1966年（昭和41年）に日本ナスカーを引き継ぐ形で河野洋平により富士スピードウェイが建設されている。
富士スピードウェイは当初はNASCARを直接招聘することを意識し、アメリカのスーパースピードウェイに準じた30度バンクをコースに採り入れていたが、開場前の1965年（昭和40年）の段階で当時の日本の舗装会社に30度という高角度下での施工実績が存在しなかった事や、そもそも小山町の傾斜が著しい立地に純粋なオーバルコースを建設すること自体が困難であったこと、NASCARとの開催権交渉が不調に終わり白紙撤回されたこと等から、日本鋪道（現・NIPPO）が技術開発と同時進行で手掛けた30度バンクを第1コーナーに残しながらも残りのコース設計はヨーロッパ型のパーマネントコースとして再設計されて開場。1966年（昭和41年）のインディカー招聘（日本インディ200マイルレース）や、1968年（昭和43年）から1969年（昭和44年）に掛けてのCan-Am招聘（日本Can-Am）といったレース興業の後は、専らヨーロッパ格式のフォーミュラカーやプロトタイプレーシングカーと、日本独自の富士グランチャンピオン（GC）や特殊ツーリングカー（TS）を中心としたレース興業を主体に運営されることになった。
1945年（昭和20年）の日本の敗戦、その後第二次世界大戦中も含めたそれまでの日本の道路事情や交通政策を痛罵した、1956年（昭和31年）のワトキンス・レポートを経て、当時はアメリカのハイウェイやドイツのアウトバーンでの巡航をまともに行うことすら困難とも言われた、日本車の高速走行性能や高速巡航下での耐久性向上、ひいては戦前戦中はついに達成できなかった安価で高性能な大衆車の国民への普及促進(国民車構想)を始めとする、日本のモータリゼーションの発展を悲願とし、日本の高速道路の建設に邁進していた建設族政治家を中心とした富士スピードウェイの動きとは別に、同時期の1962年（昭和37年）にレーシングカーの設計者でもあった塩沢進午により105マイルクラブが設立される。
105マイルクラブは第1回日本グランプリと同年の1963年（昭和38年）、大井オートレース場にて日本初のストックカーレースである「第1回日本ストックカー・レース」を開催。その後105マイルクラブはNASCARの経営方針や興行形態をほぼそのまま日本に導入する目的で、日本オートモビルクラブ（NAC）として再編され、前述の日本インディや日本Can-Amの招聘を手掛けたほか、1972年（昭和47年）まで日本自動車連盟（JAF）公認の下で日本ストックカー・レースを連年開催。日本のストックカーは1968年（昭和43年）から1970年（昭和45年）に掛けては「グランドナショナルストックカー選手権」として年数戦を開催するシリーズ戦を戦うまでに成長していった。当時の参戦車両は1960年代後半の日産・セドリックやプリンス・グロリア、トヨタ・クラウン、いすゞ・ベレル、三菱・デボネアといった2,000 ccクラスの国産フルサイズセダンが中心であり、シリーズが大型化する1969年（昭和44年）からはNASCAR参戦車両に少しでも近づけるべく、3,000 ccエンジンの搭載をレギュレーションで認可。旧来からの2,000 cc級国産セダンのボディにトヨタ・センチュリーの3V型V型8気筒や、日産・プレジデントのH30型直列6気筒に換装した車体、1968年（昭和43年）に鈴木誠一により設立された東名自動車（現・東名パワード）が得意とした日産・L型エンジンを大幅にボアアップしたチューニングカーなどが台頭していくこととなる。
折しも、1960年代末から1970年代初頭は日本車のセダン全体が1960年代初頭からアメリカ車で流行し、NASCARにおける大幅な平均周回速度向上の立役者ともなっていた、空力特性に優れたコークボトル・スタイルを有するファストバックハードトップのマッスルカーデザインを一斉に模倣し始めたことや、数々の国内レースイベントを経て日本のタイヤメーカーが手掛ける国産スリックタイヤも急激に性能が向上していったことなども相まって、日本のストックカー選手権も本格的なハイスピード時代を迎えていく。
しかし、NASCARの「資金さえ出せばいつでも、誰でも参戦できる」と言ったオープンな興行形態を指向していたNACは、警察官僚らが天下り利権を強め、ヨーロッパ型の厳しいレーサーライセンス取得を前提とした興業・運営形態を指向するJAFと次第に対立を深めていく。NACは1960年代よりアメリカのデイトナやタラデガといったハイバンク・オーバルトラックの国内導入を目指し、1965年（昭和40年）頃に箱根山中に全長2.4 km(約1.5マイル)のインターミディエイトトラック（NAC箱根スピードウェイ、または伊豆スピードウェイとも）、続く1970年（昭和45年）頃には日本平に全長0.8 km(約0.5マイル)のハーフマイル・ショートトラック（日本平スピードウェイ）の建設を模索したが、前者は通産大臣の認可こそ得ながらも、中央官庁の介入によると思われる公益法人設立阻止の動きにより工事の初期段階で資金が枯渇し、後者は舗装の施工を目前に控えた段階で当時の静岡大学学生らによる突然の反対運動が勃発するといった、それぞれ不可解な流れにより頓挫に追い込まれた。両者の跡地はそれぞれ現在では、日本サイクルスポーツセンターと大谷ゴルフ場となっている。
1972年（昭和47年）3月、日本最古のJAFクラブ参加団体でもあったNACはついにJAFを脱退、名称を日本オートモビル協会（NAK）へと改める。同年7月に青森県野辺地町の陸奥湾沿岸に、最大バンク角約10度のローバンクセミオーバルながらも、全周4.8 km（約3マイル）のスーパースピードウェイである「むつ湾インターナショナル・スピードウェイ」を突貫工事で完成させ、同月にこけら落としのイベントとして「むつ湾国際級ストックカー300kmレース」を開催する。むつ湾ストックカーはJAF非公認のレースイベントであり、参加ドライバーやチームにはJAFからライセンス取り消しの圧力も掛かったと言われているが、鈴木や松本之孝、伊能祥光らストックカーの名手達23人が参戦。完成したとは名ばかりの陸奥湾スピードウェイの劣悪な路面状況にもかかわらず、レースは優勝の松本が平均速度200 km/h以上を記録した他、上位車両の平均周回速度は8位まで全て平均180 km/h以上を記録する超高速レースとなり、観客動員は首都圏から遠く離れた青森県という立地の不利にもかかわらず9万2千人を記録。後に史上最大の「非公認レース」とも呼ばれる成果を収める。
しかし、JAF脱退によりNAKの運営資金集めは困難を極める事となり、結局その年のグランドナショナルストックカー選手権全戦の主催を最後に、翌1973年（昭和48年）にNAKは運営を停止。最高速度域は250 km/hを優に超えたとも言われる陸奥湾スピードウェイも同年限りで閉鎖となる。
その後は塩澤進午の弟である塩澤三子夫が主催するJRSCCによりJAF公認のストックカー選手権が継続されるが、オイルショック以降の日本車がそれまでの大型のアメリカ車の模倣からより小型のヨーロッパ車の模倣へと車作りのトレンドが移り変わり、自動車排ガス規制の強化とその後のターボチャージャーやDOHCを用いた比較的小排気量の高出力エンジンの普及により、構造が単純でプライベートチューンに適したL型を始めとする自然吸気の大排気量エンジンの入手が次第に困難となっていったこと、1980年代にはヨーロッパツーリングカー選手権（ETC）に準じたグループAのシリーズ戦やプロトタイプレーシングカー、フォーミュラ1を始めとするフォーミュラカーへと日本のレーシングファンの嗜好が変化していったこと、何よりも日本のストックカー草創期から第一人者として活躍し、1969年（昭和44年）から1971年（昭和46年）に掛けて下位シリーズながらもNASCAR Grand Americanシリーズへのスポット参戦でデイトナの走行経験も有していたスター選手の鈴木誠一が、1974年（昭和49年）富士グランチャンピオンレースの30度バンクでの多重クラッシュに巻き込まれて事故死してしまい、冨士の30度バンクも閉鎖されるという悲劇なども重なって、NAC時代のような大規模なストックカーレースが行われることは無くなり、その内容も1980年代以降はツーリングカーのそれと余り代わり映えのしないものへと変貌していった。その後は1996年（平成8年）から1997年（平成9年）に掛けての鈴鹿サーキット、1998年（平成10年）と1999年（平成11年）のツインリンクもてぎでのNASCAR招聘（NASCARサンダースペシャル）などのイベントが存在したものの、同年を最後に日本でのNASCAR開催は行われることはなくなり、同じアメリカ流のオーバルレースであるインディジャパン300も2011年（平成23年）を最後に打ち切られ、JRSCCも2008年（平成20年）に活動を停止した事により、もてぎというオーバルトラックが存在しながらも、事実上日本のストックカーの歴史は途絶したまま現在に至っている。

### アメリカ合衆国
- NASCAR公式サイト
  - NASCAR Elite Division
  - NASCAR Dodge Weekly Series Racing
- ARCA
- ASA
- IMCA

### イギリス
- イギリス・ストックカー公式サイト

### カナダ
- カナダ・ストックカー（CASCAR）公式サイト

### ブラジル
- ブラジル・ストックカー公式サイト